# Nerita scabricosta
Nerita scabricosta is een slakkensoort uit de familie van de Neritidae. De wetenschappelijke naam van de soort is voor het eerst geldig gepubliceerd in 1822 door Jean-Baptiste Lamarck.